# Lijst van oorlogsmonumenten in Schagen
De Nederlandse gemeente Schagen heeft 13 oorlogsmonumenten. Hieronder een overzicht.
| Nr.                             | Object                                     | Herdachte groep | Ontwerper              | Onthulling | Type                   | Locatie                                                | Plaats       | Coördinaten                   | Foto                                       |
| ------------------------------- | ------------------------------------------ | --- | ---------------------- | ---------- | ---------------------- | ------------------------------------------------------ | ------------ | ----------------------------- | ------------------------------------------ |
| 400                             | Oorlogsmonument                            | militairen in dienst van het Ned. Kon. na 1945, geallieerde militairen, burgerslachtoffers, vervolgden Nederland, verzet Nederland |                        |            | overig                 | Dorpsstraat 102, 1749 AH                               | Warmenhuizen | 52° 43' 22" NB, 4° 44' 17" OL | Oorlogsmonument                            |
| 659                             | Oorlogsmonument                            | militairen in dienst van het Ned. Kon. 1940-1945                                                                                   | T. Rutten (sculptuur)  | 1974       | beeld/sculptuur        | Hooge Buurt, 1744 KA                                   | Sint Maarten | 52° 46' 28" NB, 4° 44' 37" OL | Oorlogsmonument                            |
| 1262                            | Opvliegende Reiziger                       | verzet Nederland | J. Ivangh-Luteijn      |            | beeld/sculptuur        | Melle Komrijstraat                                     | Schagen      | 52° 46' 54" NB, 4° 47' 60" OL | Opvliegende Reiziger                       |
| 1265                            | Herdenkingsmonument                        | allen |                        |            | gedenksteen            | Nieuwe Laagzijde, 1741 GE                              | Schagen      | 52° 47' 18" NB, 4° 48' 15" OL | Herdenkingsmonument                        |
| 1668                            | Verzetsmonument                            | verzet Nederland | Ir. A.J. van der Steur | 4 mei 1951 | gedenkmuur             | Singel, 1755 NS                                        | Petten       | 52° 46' 2" NB, 4° 39' 44" OL  | Verzetsmonument                            |
| 1669                            | Oorlogsmonument                            | burgerslachtoffers |                        |            | reliëf                 | Kerkplein, 1759 GR                                     | Callantsoog  | 52° 50' 6" NB, 4° 41' 35" OL  | Oorlogsmonument                            |
| 1772                            | Monument voor een fusillade te Zijpersluis | verzet Nederland | Willem Reijers         | 3 mei 1947 | beeld/sculptuur        | Parallelweg 3, 1754 EC                                 | Zijpersluis  | 52° 44' 34" NB, 4° 41' 6" OL  | Monument voor een fusillade te Zijpersluis |
| 1779                            | Vliegersmonument                           | allen, geallieerde militairen | Marinus Schiffer       | 4 mei 1983 | overig                 | Raadhuisstraat 1, 1746 BE                              | Dirkshorn    | 52° 44' 60" NB, 4° 46' 41" OL | Vliegersmonument                           |
| 2664                            | Monument voor Simon Kruijer                | militairen in dienst van het Ned. Kon. 1940-1945                                                                                   |                        |            | plaquette              |                                                        | Tuitjenhorn  | 52° 44' 23" NB, 4° 44' 46" OL | Monument voor Simon Kruijer                |
| 3289                            | Transformatorbunker                        | burgerslachtoffers, vervolgden Nederland, overig                                                                                   |                        |            | overig                 | Grote Wal                                              | Schagen      | 52° 46' 57" NB, 4° 48' 31" OL | Transformatorbunker                        |
| 3314                            | Indië-monument                             | militairen in dienst van het Ned. Kon. na 1945                                                                                     |                        | 1950       | gedenksteen            | Markt 18, 1741 BS                                      | Schagen      | 52° 47' 11" NB, 4° 47' 51" OL | Indië-monument                             |
| Dit oorlogsmonument op Wikidata | Gedenknaald Plein 40-45                    | in 1943 werd het dorp afgebroken door de Duitsers                                                                                  |                        | circa1950  | gedenknaald            | Plein 1945                                             | Petten       |                               | Gedenknaald Plein 40-45                    |
| Dit oorlogsmonument op Wikidata | KX-B Memorial                              | Tsjechische bemanning van een neergestorte RAF Vickers Wellington bommenwerper                                                     |                        | 2012       | monument met plaquette | Strandweg 4, 1755 LA                                   | Petten       |                               | KX-B Memorial                              |
|                                 | Stolpersteine                              | vervolgden Nederland | Gunter Demnig          |            | reliëf                 | Zie Lijst van Stolpersteine in de regio West-Friesland | Schagen      |                               | Meer afbeeldingen                          |

Aalsmeer ·
Alkmaar ·
Amstelveen ·
Amsterdam ·
Bergen ·
Beverwijk ·
Blaricum ·
Bloemendaal ·
Castricum ·
Den Helder ·
Diemen ·
Dijk en Waard ·
Drechterland ·
Edam-Volendam ·
Enkhuizen ·
Gooise Meren ·
Haarlem ·
Haarlemmermeer ·
Heemskerk ·
Heemstede ·
Heiloo ·
Hilversum ·
Hollands Kroon ·
Hoorn ·
Huizen ·
Koggenland ·
Landsmeer ·
Laren ·
Medemblik ·
Oostzaan ·
Opmeer ·
Ouder-Amstel ·
Purmerend ·
Schagen ·
Stede Broec ·
Texel ·
Uitgeest ·
Uithoorn ·
Velsen ·
Waterland ·
Weesp ·
Wijdemeren ·
Wormerland ·
Zaanstad ·
Zandvoort